# 海王星沙漠

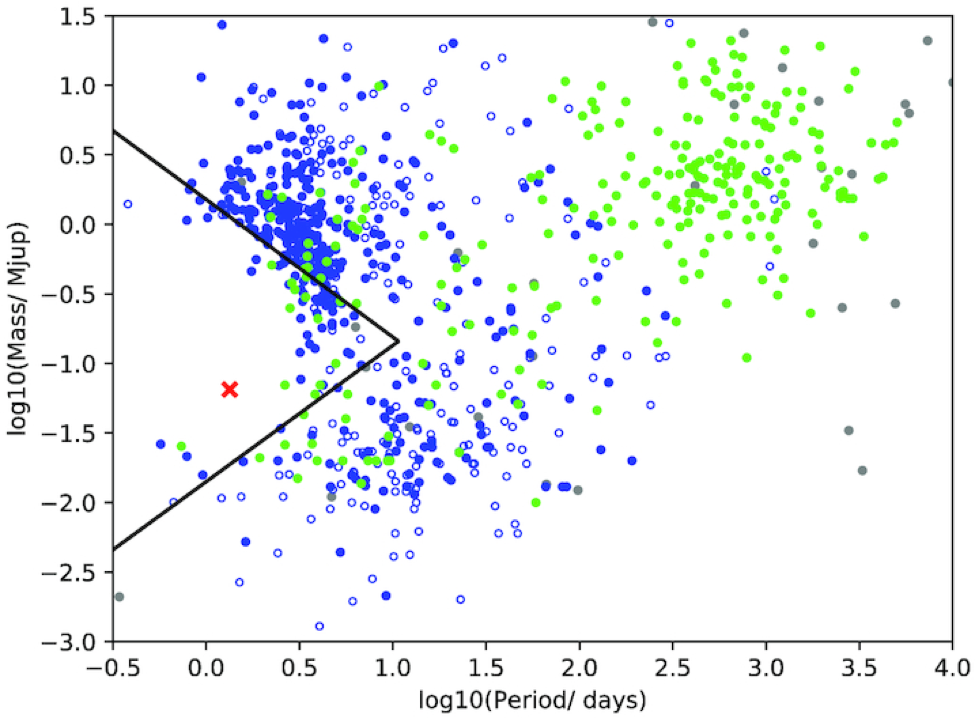
已測出質量的行星質量分佈與軌道周期分佈圖，黑線內為海王星沙漠，其中圖中的紅色交叉為NGTS-4b

海王星沙漠（英語：Neptunian desert），又稱次木行星沙漠（sub-Jovian desert），泛指沒有發現任何海王星大小的行星（> 0.1 MJ）的近恆星範圍（公轉週期少於2–4天）。身處該區域內的行星需承受來自恆星的巨量輻射，其氣態的大氣層會因此蒸發，只留下岩態的核心
海王星大小的行星理論上應更容易在短週期軌道內發現，而CoRoT和克卜勒太空望遠鏡等探測器也已經找到許多擁有類似大小和較長軌道的行星。觀測海王星沙漠的物理機制仍未完全明確，但有科學家認為與棕矮星沙漠類似，為超级地球和系外次木行星的不同形成機制所致。

## 候選行星

### NGTS-4b
NGTS-4是一顆K型矮恒星，距地球922光年。其系外行星NGTS-4b的質量約為20 M🜨，半徑比海王星要小20%，在NGTS-4的海王星沙漠內一1.3天週期的軌道上運行，但仍有大氣層的存在。其大氣層之所以倖存，箇中原因可能為行星本身反常的高核心質量，或是在NGTS-4的最活躍時期之後才遷移至目前的近恆星軌道。

### LTT 9779 b
LTT 9779 b是一顆海王星沙漠之內的超熱海王星，具極高的0.8反照率，是迄今為止已知反射性最強的系外行星，並且可能擁有富含金屬的大氣層。

### 織女一b
一份2021年的研究指出織女一b可能為超熱海王星的有力候選行星，質量≥21.9 M🜨，每2.3天繞織女星公轉一圈，且距其主星僅0.04555 AU（6,814,000 km）。假設織女一b的球面反照率為0.25的話，則該行星的平衡溫度達到白熾程度的3,250 K（2,980 °C；5,390 °F），使它成為繼KELT-9b之後第二熱的系外行星。

## 另見
- 行星遷移
- 棕矮星沙漠
- 2019年发现的系外行星列表